# Club Baloncesto Zamora
El Club Baloncesto Zamora, conocido por motivos de patrocinio como Caja Rural CB Zamora, es un club de baloncesto español con sede en Zamora. Actualmente compite en la Primera FEB, segunda categoría del baloncesto nacional. Disputa sus encuentros en el Pabellón Ángel Nieto, con capacidad para 1.790 personas.

## Historia
Fundación y primeros pasos (1977-1993)
El Club Baloncesto Zamora nació en 1977 impulsado por un grupo de aficionados zamoranos con el objetivo de consolidar el baloncesto federado en la provincia. Durante sus primeras campañas compitió en ligas provinciales y regionales, encadenando varios ascensos hasta recalar en la antigua Segunda División. En la temporada 1988/89 logró su primer gran éxito —el título de 2.ª División— y en 1992 alcanzó por vez primera la Primera División B, segundo escalón del baloncesto nacional, gracias a una plantilla dirigida por Gerardo Hernández que combinaba talento local y jóvenes procedentes de canteras ACB.

#### Consolidación en Liga EBA (1994-2016)
La creación de la Liga EBA en 1994 abrió la puerta a competir en un campeonato de ámbito estatal. El club ocupó una vacante y se convirtió en uno de sus miembros fundadores. A lo largo de 22 campañas ininterrumpidas —único club que disputó todas las ediciones hasta 2016— el CB Zamora alternó buenas temporadas (play-offs de 1995 y 1999) con años de permanencia ajustada, siempre sustentado por una cantera que surtía al primer equipo y por un patrocinio cambiante (Frinca, Riespri, Caja España, UFC, Grupo INEC, entre otros)

#### Salto a LEB Plata y época moderna (2016-2023)
La ampliación de la LEB Plata en 2016 permitió al club dar el salto a la órbita profesional. Bajo el nombre Aquimisa Laboratorios Queso Zamorano (2016-2019) primero y Innova Chef después (2019-2021), el equipo se asentó en la categoría con plantillas de perfil universitario estadounidense y talento FEB. En enero de 2018 disputó su primera final de Copa LEB Plata (subcampeón) y, tras la pandemia, emprendió un proyecto a largo plazo bautizado Zamora Enamora que culminaría en 2024.

#### Doble hito histórico (2023-2024)
El curso 2023/24 quedó grabado como la temporada más brillante de la entidad:
- Copa LEB Plata 2024 – 20 de enero de 2024, Pabellón Ángel Nieto. El equipo levantó su primer título nacional tras vencer 95-89 al Odilo FC Cartagena en la segunda prórroga. El pívot lituano Jonas Paukštė fue nombrado MVP.feb.es
- Ascenso a LEB Oro – 18 de mayo de 2024. El Zamora Enamora superó al Bueno Arenas Albacete en una exigente semifinal a doble partido (89-87 en la ida y 85-82 en la vuelta) y obtuvo plaza en la segunda categoría.feb.es

Con estos logros, el club cerró la campaña con 30 victorias oficiales y la mejor media de asistencia de su historia (1.600 espectadores).

#### Estreno en Primera FEB y modernización (2024-presente)
A raíz de la reestructuración de las competiciones FEB, la antigua LEB Oro pasó a denominarse Primera FEB a partir de la temporada 2024/25, categoría en la que el club compite con la denominación Caja Rural CB Zamora. 
El 4 de noviembre de 2024, un triple de JahVaughn Powell permitió al equipo alcanzar el punto 100.000 en competiciones FEB, reflejo de casi cinco décadas de trayectoria 

#### Dirección técnica y filosofía
Desde la campaña 2011/12 el banquillo está ocupado por el técnico zamorano Saulo Hernández, que en 2025 renovó por 15.ª temporada consecutiva. Bajo su gestión el club ha firmado dos ascensos (2016 y 2024), 397 partidos oficiales y un balance de 222-173, consolidando un proyecto basado en continuidad, cantera y un estilo de juego dinámico.

#### Identidad corporativa
El patrocinio ha sido clave en la financiación de la entidad. Entre las denominaciones históricas figuran Frinca Zamora (1981-1986), Caja España Zamora (1987-1990 y 1996-2002), UFC Zamora (2002-2007), Grupo INEC Queso Zamorano (2011-2015), Innova Chef (2019-2021) y Zamora Enamora (2021-2024), hasta llegar al actual acuerdo con Caja Rural de Zamora

#### Balance competitivo
En 48 temporadas, el club acumula participaciones en cuatro niveles nacionales y mantiene una línea ascendente:
| Nivel                                 | Años (temp.) | Mejor puesto                   | Títulos             |
| ------------------------------------- | ------------ | ------------------------------ | ------------------- |
| 2.ª categoría (Primera FEB / LEB Oro) | 2024-        | 14.º (2024/25)                 | –                   |
| 3.ª categoría (LEB Plata)             | 2016-2024    | 1.º Liga Regular (2023/24)     | Copa LEB Plata 2024 |
| Liga EBA                              | 1994-2016    | 2.º (1994/95)                  | –                   |
| Competiciones regionales              | 1977-1994    | Campeón 2.ª División (1988/89) | –                   |

## Patrocinadores
| - Zamora CF (1978–1980) - Zamora Citroën (1980–1981) - Frinca Zamora (1981–1986) - Riespri Zamora (1986–1987) - Caja España Zamora (1987–1990) - Arcos Zamora (1990–1992) - Pan de Azúcar (1992–1993) - Vino de Toro (1993–1996) - Caja España Zamora (1996–2002) - UFC Zamora (2002–2007) - UFC INEC Zamora (2007–2008) | - Grupo INEC Zamora (2008–2011) - Grupo INEC Queso Zamorano (2011–2015) - HiLed Queso Zamorano (2015–2016) - Aquimisa Laboratorios Queso Zamorano (2016-2019) - Innova Chef (2019-2021) - Zamora Enamora (2021-2024) - Caja Rural Zamora (2024-) |

## Temporadas
| Temporada | Nivel | División     | Pos. | Postemporada               | TR    | PO       | Copa           | Copa |
| --------- | ----- | ------------ | ---- | -------------------------- | ----- | -------- | -------------- | ---- |
| 1989-90   | 3     | 2.ª División | 1.º  | –                          | 21-6  | –        | –              | –    |
| 1990-91   | 3     | 2.ª División | 3.º  | –                          | 21-5  | –        | –              | –    |
| 1991-92   | 3     | 2.ª División | 2.º  | Ascenso                    | 32-6  | –        | –              | –    |
| 1992-93   | 2     | 1.ª División | 31.º | [ n. 1 ]                   | 5-25  | –        | –              | –    |
| 1993-94   | 2     | 1.ª División | 29.º | [ n. 2 ]                   | 12-18 | –        | –              | –    |
| 1994-95   | 2     | Liga EBA     | 2.º  | Fase clasificación (5.º)   | 20-6  | 2-4      | –              | –    |
| 1995-96   | 2     | Liga EBA     | 6.º  | Fase clasificación (6.º)   | 16–14 | 0-2      | –              | –    |
| 1996-97   | 3     | Liga EBA     | 10.º | PO permanencia (10.º)      | 8-18  | 2-1      | –              | –    |
| 1997-98   | 3     | Liga EBA     | 7.º  | PO permanencia (7.º)       | 13-13 | 2-0      | –              | –    |
| 1998-99   | 3     | Liga EBA     | 9.º  | –                          | 15-13 | –        | –              | –    |
| 1999-00   | 3     | Liga EBA     | 5.º  | –                          | 16-10 | –        | –              | –    |
| 2000-01   | 4     | Liga EBA     | 12.º | –                          | 13-17 | –        | –              | –    |
| 2001-02   | 4     | Liga EBA     | 11.º | –                          | 15-19 | –        | –              | –    |
| 2002-03   | 4     | Liga EBA     | 14.º | [ n. 3 ]                   | 9-21  | –        | –              | –    |
| 2003–04   | 4     | Liga EBA     | 11.º | –                          | 12-18 | –        | –              | –    |
| 2004-05   | 4     | Liga EBA     | 12.º | –                          | 11-19 | –        | –              | –    |
| 2005-06   | 4     | Liga EBA     | 7.º  | –                          | 15-15 | –        | –              | –    |
| 2006-07   | 4     | Liga EBA     | 7.º  | –                          | 14-12 | –        | –              | –    |
| 2007-08   | 5     | Liga EBA     | 13.º | –                          | 10-20 | –        | –              | –    |
| 2008-09   | 5     | Liga EBA     | 8.º  | –                          | 13-15 | –        | –              | –    |
| 2009-10   | 4     | Liga EBA     | 10.º | –                          | 10-16 | –        | –              | –    |
| 2010-11   | 4     | Liga EBA     | 5.º  | Fase clasificación (9.º)   | 11-9  | 1-1      | –              | –    |
| 2011-12   | 4     | Liga EBA     | 5.º  | Fase clasificación (10.º)  | 11-9  | 0-2      | –              | –    |
| 2012-13   | 4     | Liga EBA     | 5.º  | –                          | 13-7  | –        | –              | –    |
| 2013-14   | 4     | Liga EBA     | 2.º  | Fase final (15.º)          | 17-5  | 1-2      | –              | –    |
| 2014-15   | 4     | Liga EBA     | 4.º  | –                          | 19-7  | –        | –              | –    |
| 2015-16   | 4     | Liga EBA     | 2.º  | Fase final (11.º)/ Ascenso | 18-4  | 1-2      | –              | –    |
| 2016-17   | 3     | LEB Plata    | 12.º | –                          | 11-19 | –        | –              | –    |
| 2017-18   | 3     | LEB Plata    | 14.º | [ n. 5 ]                   | 10-20 | –        | –              | –    |
| 2018-19   | 3     | LEB Plata    | 8.º  | –                          | 17-17 | –        | Copa LEB Plata | SC   |
| 2019-20   | 3     | LEB Plata    | 9.º  | [ n. 6 ]                   | 14-11 | –        | –              | –    |
| 2020-21   | 3     | LEB Plata    | 8.º  | Octavos final (16.º)       | 12-14 | 0-2      | –              | –    |
| 2021-22   | 3     | LEB Plata    | 5.º  | Cuartos final (7.º)        | 15-11 | 2-1-1    | –              | –    |
| 2022-23   | 3     | LEB Plata    | 7.º  | Cuartos final (9.º)        | 13-13 | 2-1-1    | –              | –    |
| 2023-24   | 3     | LEB Plata    | 1.º  | Semifinal (2.º)/ Ascenso   | 24-2  | (1-1)4-0 | Copa LEB Plata | C    |
| 2024-25   | 2     | Primera FEB  | 14.º | –                          | 13-21 | –        | Copa España    | FG   |

1. ↑  Permaneció en la liga debido a la existencia de plazas vacantes.
2. ↑  La categoría se transforma en la Liga EBA, con cuatro grupos a nivel nacional. Todos los equipos que se mantenían y descendían, más los descendidos de la liga ACB y numerosos equipos de 2.ª División y nuevos, forman la nueva categoría.
3. ↑  No descendió al ocupar una vacante en la Liga EBA.
4. ↑  Obtuvo plaza en la LEB Plata.
5. ↑  Permaneció en la liga debido a la ampliación a dos grupos de la LEB Plata.
6. ↑  Suspendida por la Pandemia de Covid-19. Se disputaron 25 jornadas.

Fuente: 